# Pseudalsophis biserialis
Pseudalsophis biserialis är en ormart som beskrevs av Günther 1860. Pseudalsophis biserialis ingår i släktet Pseudalsophis och familjen snokar.
Arten förekommer på Galapagosöarna som tillhör Ecuador. Honor lägger ägg.

## Underarter
Arten delas in i följande underarter:
- P. b. biserialis
- P. b. dorsalis
- P. b. occidentalis